# Mithridates Sinnakes
Mithridates Sinnakes (Mithridates Sinax) war ein parthischer Statthalter (nach Flavius Josephus, Altertümer, 13, 384, Eparch) in Mesopotamien um 88 v. Chr.
Im Seleukidenreich kämpften die beiden Brüden Philipp I. Philadelphos und Demetrios III. um die Macht. Als sich Philipp I. Philadelphos in Berea befand, belagerte Demetrios III. diese Stadt, die von dem Tyrannen Straton regiert wurde. Straton rief darauf den Araberfürsten Azizis und den parthischen Statthalter Mithridates Sinnakes zur Hilfe, die es wiederum schafften Demetrios III. gefangen zu nehmen. Demetrios III. wurde dem parthischen König Mithridates II. ausgeliefert.